# The Sims 4: Get Together
The Sims 4: Get Together drugi je paket proširenja za The Sims 4. Uključuje novi svijet s europskom tematikom, nadahnut Njemačkom i Norveškom, koji se zove Windenburg, a Simsi mogu ići u noćne klubove, nova mjesta i mnoštvo novih lokacija, kao i mjesta za nova druženja, klubovi, više aktivnosti, kafići i nove interakcije. Tema je slična The Sims: Hot Date, The Sims 2: Nightlife, The Sims 2: FreeTime i The Sims 3: Late Night. 

## Razvoj
- Novi svijet: Windenburg
- Nove vještine: ples i D.J.[2]
- Nove osobine Sim: Dance Machine i Insider
- Nova težnja: vođa čopora
- Nove mogućnosti i interakcije igara: Klubovi
- Novi interaktivni objekti: Prirodni bazeni, ugradbeni ormari, DJ kabina[3]